# Groove Boys
Les Groove Boys est un groupe brestois de 15 musiciens créé en 2002. Ils reprennent exclusivement des tubes des années 1970 à aujourd'hui à la cornemuse, bombarde, trompette, saxo, ocarina, batterie et groovebox.

## Présentation
Au départ, ils formaient une bande de cinq copains, sonneurs de la Kevrenn Saint-Marc. 
Le concept du groupe consiste à jouer à l'aide d'instruments traditionnels (bombardes, cornemuses, cuivres) et d'une « groovebox » des tubes allants des années 1980 à aujourd'hui (chansons françaises, disco, musiques de dessins animés, de films, tubes de l'été...). Costumés, le mot d'ordre de ces musiciens est de ne pas se prendre au sérieux et arrivent à transformer leurs concerts en karaoké géant ou piste de danse.
Ils participent aux festivals bretons (Vieilles Charrues en 2004, Terre Neuvas en 2006 et 2007, Brest 2008, FIL, Filets bleus 2007, Chant de Marin de Paimpol 2009, le Cornouaille en 2005-2006-2009, Kann al loar 2003 et 2009, Ilophone, Mondial Folk de Plozévet 2008 et 2010, Celtival, Tombées de la nuit en 2011...) et se produisent plusieurs fois à l'étranger (de la République tchèque jusqu'aux Amérindiens).
Ils ont sorti en 2009 un album live intitulé "C'est quoi ton machin ?" et composé de 17 titres, enregistré lors de deux concerts (à La Forêt-Fouesnant et à Guipavas). Le CD comporte en bonus, entre autres, le conte des Groove Boys raconté par Laurent Petitguillaume de RFM.
De plus, ils ont enregistré une maquette en 2003, un concert sur France Bleu Breizh Izel en 2003 et en 2005, une émission sur Europe 2 à Paris avec Arthur et participé à des émissions télé sur France 3, TV Breizh... Les Groove Boys ont organisé plusieurs "Groove Noz" qui consistent à réunir lors d'une soirée musicale des groupes originaux qui font évoluer la scène bretonne. Les bénéfices sont reversés à une association (Secours populaire...).

### Membres du groupe

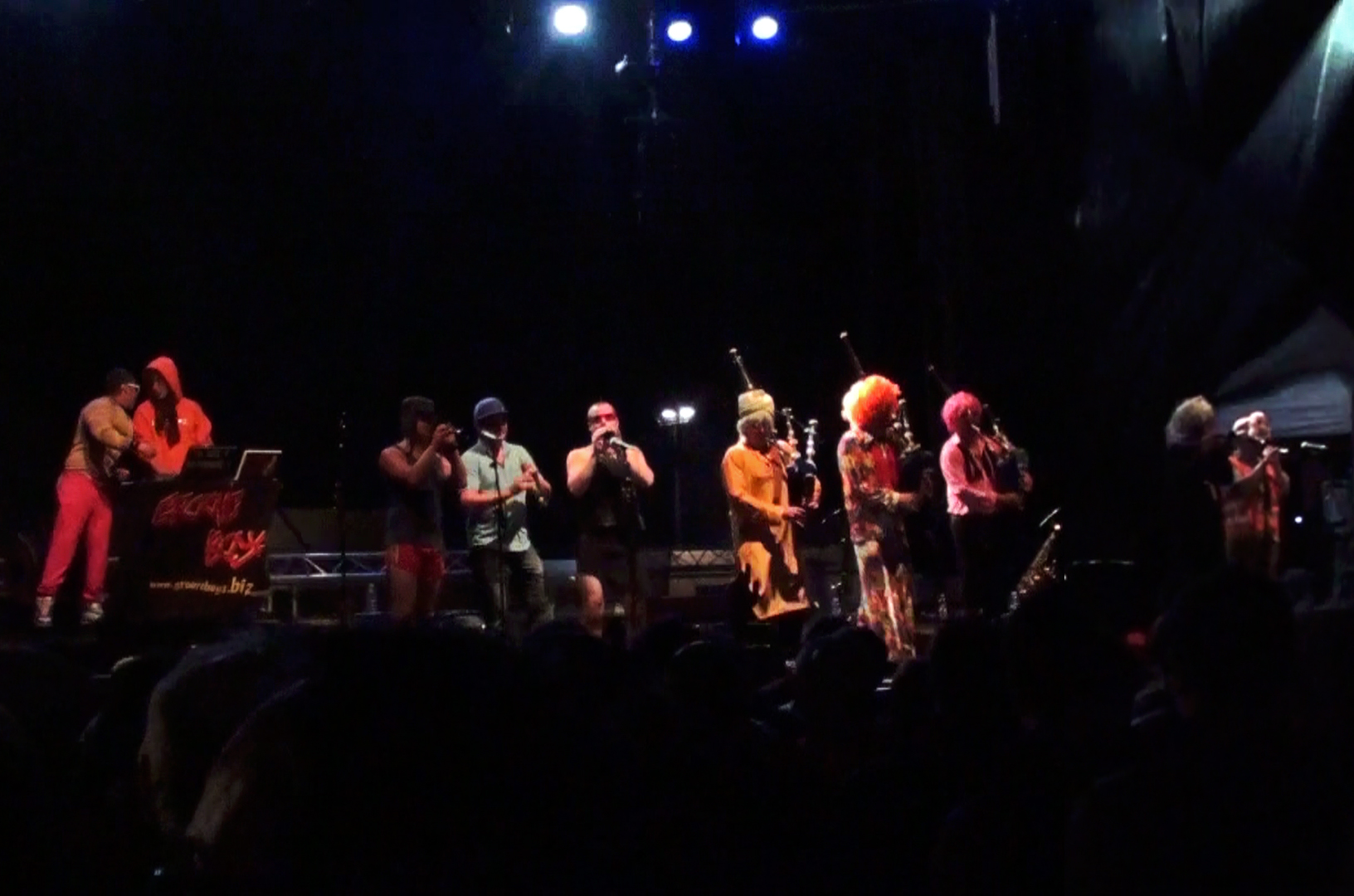
Le groupe au festival des Filets bleus 2012

- Bombardes : Goulc'hen an Ostiz (Googoo), Yann Gogé (Yann), Erwan Guillou (JR), Thibault Gérard (Tibo), Vincent Jaouen (Bixente), Damien Bodénès (Daminou), Christophe Pervès (Perverbis)
- Cornemuses écossaises : Erwann Le Torc'h (An Torc'h), Pierre-Yves Henry (Padawan), Daniel Pervès (Dany), Anthony Lannuzel (Nibis ou Olivier) Christophe Nonnotte (Cri-Cri)
- Sax : Guillaume Giraud (Gwüillaum's)
- Trompettes : Pierre Giraud (Minigwüillaum's)
- Groove box : Arnaud Elégoët (DJ Nono)

## Albums
- 2009 : C'est quoi ton machin ? (album live)

### Extended Play
- 2006 : Groove noz 3, CD 4 titres comprenant Gimme, Le jerk, Partenaire particulier, La soupe aux choux et un clip, le "Boney M megamix".
- 2016 : On n'entend rien ! Penaos ?, double CD comprenant Magic in the air, Boys boys boys, Wake me up et la Compagnie créole Megamix.